# Chenopodium philippianum
Chenopodium philippianum är en amarantväxtart som beskrevs av Paul Aellen. Chenopodium philippianum ingår i släktet ogräsmållor, och familjen amarantväxter. Inga underarter finns listade i Catalogue of Life.